# District de Qianjiang (Chongqing)
Pour les articles homonymes, voir Qianjiang.
Le district de Qianjiang (黔江区 ; pinyin : Qiánjiāng Qū) est une subdivision de la municipalité de Chongqing en Chine.

## Géographie
Sa superficie est de 2 402 km².

## Démographie
La population du district était de 485 331 habitants en 1999.

### Sources
- Géographie : (zh) Page descriptive (Phoer.net)
- (en) Codes postaux de la municipalité de Chongqing